# Manulea turritis
Manulea turritis är en flenörtsväxtart som beskrevs av Joseph Banks och George Bentham. Manulea turritis ingår i släktet Manulea och familjen flenörtsväxter. Inga underarter finns listade i Catalogue of Life.